# Helophorus grandis
Helophorus grandis es una especie de escarabajo del género Helophorus, familia Hydrophilidae. Fue descrita científicamente por Illiger en 1798.
Habita en Austria, Bélgica, Gran Bretaña, Estonia, Finlandia, Francia, Alemania, Irlanda, Letonia, Lituania, África del Norte, Noruega, Polonia, España, Suecia, Suiza, Países Bajos, Hungría, Canadá (Nuevo Brunswick, Nueva Escocia, Ontario, Isla del Príncipe Eduardo, Quebec) y los Estados Unidos (Maine, Míchigan, Nuevo Hampshire, Nueva York, Vermont). En Norteamérica es una especie introducida. Mide 4.5-7.7 mm, se encuentra en estanques temporales y márgenes fangosos.

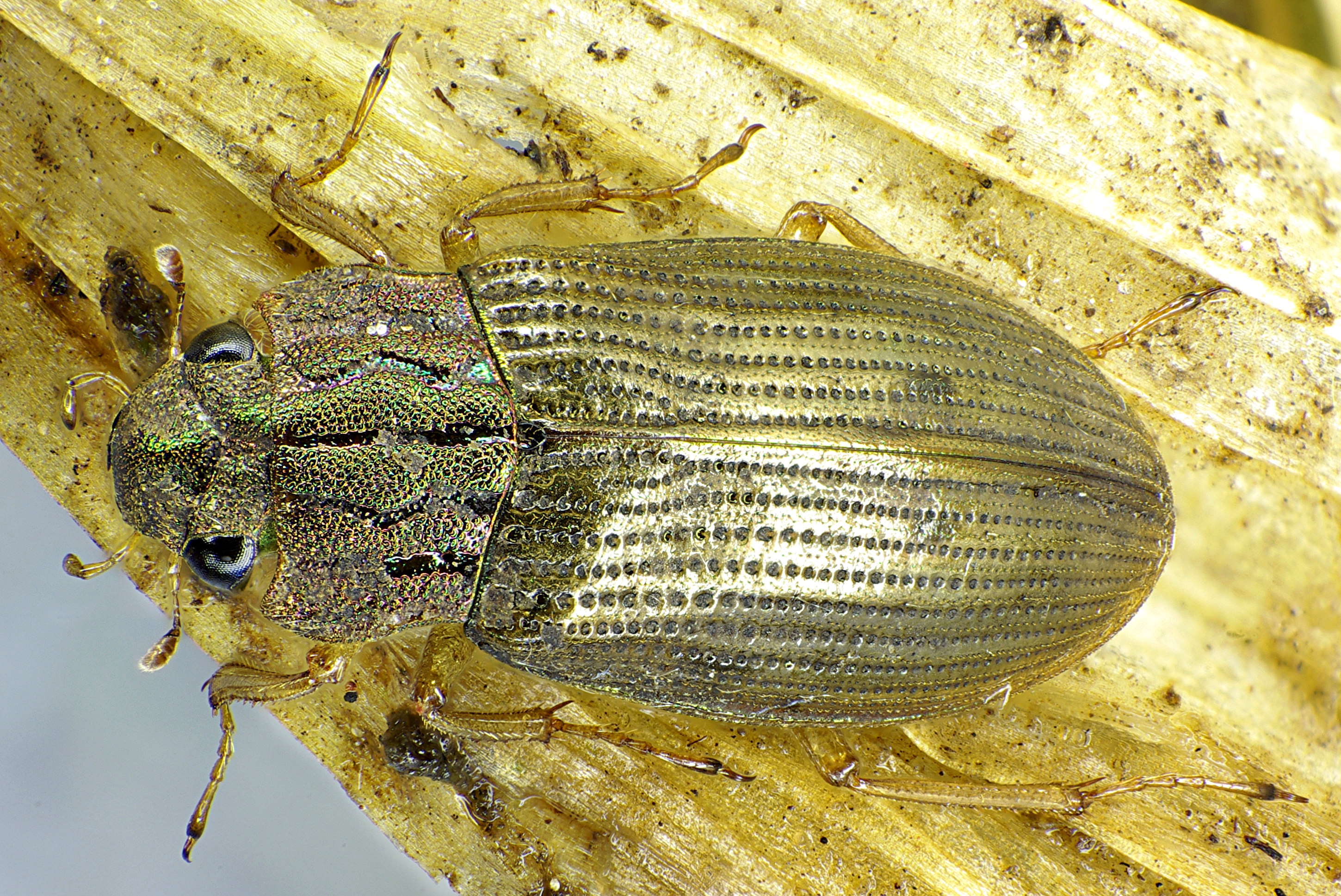
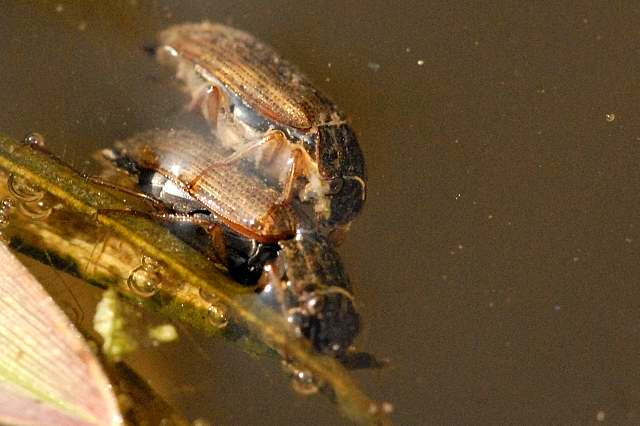
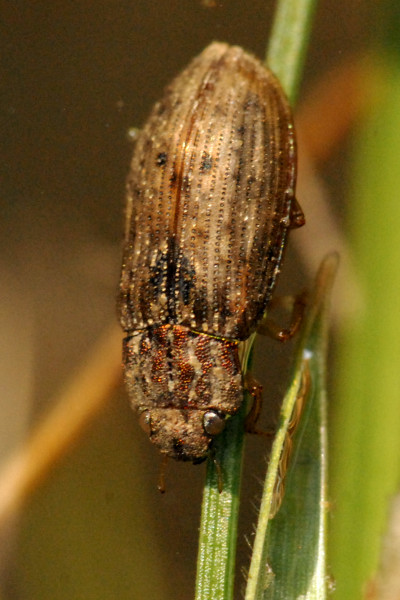